# Limonia penumbrata
Limonia penumbrata är en tvåvingeart som beskrevs av Edwards 1932. Limonia penumbrata ingår i släktet Limonia och familjen småharkrankar. Inga underarter finns listade i Catalogue of Life.